# Baie Lucas
Baie Lucas är en vik i den östra delen av Saint-Martin, cirka 7,8 kilometer öster om huvudorten Marigot.